# 진정작용
진정작용(鎭靜作用)이란 신경계의 흥분을 가라앉히는 작용이다. 진정작용을 위해 사용되는 약으로는 예를 들어 프로포폴, 에토미데이트, 케타민, 펜타닐, 미다졸람을 들 수 있다.